# Alchemilla othmarii
Alchemilla othmarii é uma espécie de rosácea do gênero Alchemilla, pertencente à família Rosaceae.